# De Stripspeciaalzaak
De Stripspeciaalzaak is een overkoepelende organisatie van een groot aantal stripspeciaalzaken in Vlaanderen en Nederland. Ze stelt zich ten doel om te informeren over de nationale en internationale stripwereld via de website.

## Geschiedenis
De stripwinkel De Striep begon aanvankelijk met de uitgave van een papieren nieuwsbrief wat in 2000 uitgroeide tot De Stripspeciaalzaak. Later volgde er dan ook een website. De tweemaandelijkse papieren nieuwsbrief werd tot 2010 uitgegeven. De website bleef wel bestaan.
In 2020 keerde de papieren nieuwsbrief terug als onderdeel van het tijdschrift Getekende reep magazine, dat uitgegeven wordt door Uitgeverij Bonte. In april 2021 werd de website vernieuwd.

## Rubrieken
De informatie wordt voornamelijk verstrekt via een nieuwsrubriek (rubriek StripFacts), een wekelijks overzicht van de die week verschenen stripverhalen (rubriek Stripinvasie) en actuele recensies van net verschenen albums (rubriek Besprekingen).
Er wordt ook vooruitgekeken. In de rubriek Te Verschijnen staan zowat alle aangekondigde albums van uitgeverijen. In de rubriek Op Stapel staan toekomstprojecten van auteurs vermeld of wordt er gedetailleerder ingegaan op albums die nog moeten verschijnen. De informatie die hier verzameld wordt, heeft normaal gezien eerst in de rubriek Stripfacts gestaan vooraleer ze op een overzichtelijke manier gebundeld wordt in in de rubriek Op Stapel.
Bijkomende, extra rubrieken zijn besprekingen van anderstalige albums (Klare Taal), De Commentator waarin auteurs hun eigen werk van exclusieve info voorzien, Quote van de Dag en Weetje v/d Week waarin wekelijks een minder bekend feit uit de stripgeschiedenis staat uitgelegd.
In de rubriek Toppers staan allerlei onderverdelingen met top 10'en, enzovoort die dankzij de lezers werden samengesteld. Zij bepalen welke de beste albums zijn van onder andere het afgelopen jaar, Asterix, De Blauwbloezen, Jommeke, De Kiekeboes, Nero, De Rode Ridder, Robbedoes en Kwabbernoot, de beste Belgische, Nederlandse en Franse strips 'aller tijden', een Grenzeloze Top 500, een top met de mooiste heldinnen, enzovoort. Jaarlijks komen er dergelijke topuitslagen bij.
In de loop der jaren zijn er ook heel wat rubrieken gekomen en weer verdwenen, zoals over aangekondigde stripverfilmingen.

## Waardering
In 2005 ontving de organisatie uit handen van het Vlaamse Onafhankelijke Stripgilde de Stripvos, een prijs voor personen of instellingen die met hun activiteiten van grote betekenis zijn of zijn geweest voor de Vlaamse stripwereld.